# 下間頼秀
下間 頼秀（しもつま らいしゅう）は、戦国時代の武将で、本願寺の坊官。下間頼玄の長男で母は三上越前守の娘。頼盛の兄。幼名は松千代、通称は筑前守、法名は実恵、実英。

## 生涯
大永元年（1521年）頃から本願寺に出仕、大永6年（1526年）までには加賀軽海荘の代官になった。
本願寺第10世法主証如の後見人で外祖父蓮淳に接近、享禄元年（1528年）に加賀に赴き超勝寺実顕（蓮淳の婿）と共に所領の横領で加賀の賀州三ヶ寺（松岡寺・光教寺・本泉寺）と対立、享禄4年（1531年）の大小一揆で大一揆に属して賀州三ヶ寺ら小一揆を壊滅させた。加賀は超勝寺が支配することになり、頼秀も弟の頼盛と共に加賀で勢力を振るい、本願寺内でも勢力を強めた。
畿内で本願寺と細川晴元が衝突、天文の錯乱で山科本願寺が焼け落ち、証如が石山本願寺に移ると畿内へ戻り、一揆を率いて細川軍と戦うが、天文4年（1535年）11月に証如が晴元と和平を結ぶと、先立つ9月14日に主戦派として失脚、頼盛と共に本願寺を退去した。追放は周囲から不審の目で見られ、晴元の家臣木沢長政は証如に頼秀・頼盛兄弟の赦免を願い出たが却下され、天文6年（1537年）5月9日には加賀に証如の生害（殺害）指令が出された。そして天文7年（1538年）3月20日、近江で証如の刺客に暗殺された。
証如の日記『天文日記』や実従の日記『私心記』に頼秀・頼盛兄弟の動向が書かれており、彼等が勢力を伸ばした背景に横領・違乱を行い領国形成の野心を持つ国人門徒や一般門徒との結びつきがあったことを記している。頼秀兄弟の追放及び暗殺はこれら門徒の排斥および天文の錯乱の責任を取らせるための処分とされている。その後頼盛も翌天文8年（1539年）7月21日に暗殺、代わって和平派として活動した叔父の下間頼慶の系統が本願寺坊官として台頭したが、加賀では頼秀・頼盛兄弟として行動した者たち（別心衆）が所領争いで告発される、かつて小一揆方として戦った者たちが蜂起するなど不安定な状態が長引くことになった。